# 小行星2557
小行星2557（2557 Putnam）是一颗围绕太阳公转的小行星。1981年9月26日，布萊恩·A·史基夫、諾曼·G·托馬斯在可可尼诺县发现了此天体。
該小行星以天文學支持者羅傑·普特南和他的兒子邁克爾·C·J·普特南命名。
这颗小行星的绝对星等为189.46980409582等。